# Ataenius abditus
Ataenius abditus är en skalbaggsart som beskrevs av Samuel Stehman Haldeman 1848. Ataenius abditus ingår i släktet Ataenius och familjen Aphodiidae. Inga underarter finns listade.